# 道州
道州（どうしゅう）は、中国にかつて存在した州。

## 湖南の道州
本節では、唐代から民国初年にかけて、現在の湖南省永州市一帯に設置された道州について述べる。
621年（武徳4年）、唐が蕭銑を平定すると、隋の零陵郡永陽県の地に営州を置いた。営州は営道・江華・永陽・唐興の4県を管轄した。622年（武徳5年）、営州は南営州と改称された。634年（貞観8年）、唐により南営州は道州と改称された。643年（貞観17年）、道州は廃止され、永州に編入された。675年（上元2年）、永州が分割されて、再び道州が立てられた。742年（天宝元年）、道州は江華郡と改称された。758年（乾元元年）、江華郡は道州の称にもどされた。道州は江南西道に属し、宏道・延唐・江華・永明・大暦の5県を管轄した。
宋のとき、道州は荊湖南路に属し、営道・江華・寧遠・永明の4県を管轄した。
1276年（至元13年）、元により道州に安撫司が置かれた。1277年（至元14年）、道州安撫司は道州路総管府と改められた。道州路は湖広等処行中書省に属し、録事司と営道・寧遠・江華・永明の4県を管轄した。
1368年（洪武元年）、明により道州路は道州府と改められた。1376年（洪武9年）、道州府は道州に降格し、永州府に属した。道州は寧遠・江華・永明・新田の4県を管轄した。
清のとき、道州は永州府に属し、寧遠・永明・江華・新田の4県を管轄した。
1913年、中華民国により道州は廃止され、道県と改められた。

## 河南の道州
本節では、隋代から唐初にかけて、現在の河南省漯河市一帯に設置された道州について述べる。
596年（開皇16年）、隋により郾城県に道州が置かれた。大業初年に道州は廃止されて、潁川郡に編入された。
621年（武徳4年）、唐により郾城県に再び道州が置かれた。627年（貞観元年）、道州は廃止され、豫州に編入された。